# Соба (филм из 2015)
Соба (енгл. Room) је филм продукције из 2015. године редитеља Ленија Ејбрахамсона за који је сценарио написала Ема Донохју по сопственом роману. Глумачку екипу чине Бри Ларсон, Џејкоб Трембли, Џоун Ален, Вилијам Х. Мејси и Шон Бриџерс. Соба је наишла на позитивне реакција критичара, освојила награде за најбољи филм по избору публике на неколико фестивала и добила номинације за бројна друга признања, укључујући три Златна глобуса.

## Главне улоге
| Глумац           | Улога        |
| ---------------- | ------------ |
| Бри Ларсон       | Џој Њусом    |
| Џејкоб Трембли   | Џек Њусом    |
| Џоун Ален        | Ненси Њусом  |
| Вилијам Х. Мејси | Роберт Њусом |
| Шон Бриџерс      | Стари Ник    |